# Michael Horse
Michael Horse, född 21 december 1951 i Arizona, är en ursprungsamerikansk skådespelare, juvelerare och konstnär. Han är känd för bland annat roller i De omutbara, Twin Peaks och Passagerare 57.

## Filmografi

### Filmer
- 1990 - Sheriffen i Randado - Dandy Jim
- 1992 - Passagerare 57 - Forget
- 1993 - De omutbara - George Steelman
- 2002 - Spirit - Hästen från vildmarken - Little Creeks vän (röst)

### TV-serier
- 1985 - Nattens riddare - Jonathan Eagle, 1 avsnitt
- 1990-1991 - Twin Peaks - Tommy "Hawk" Hill, 28 avsnitt
- 1994 - Arkiv X - sheriff Charles Tskany, 1 avsnitt
- 1999 - Walker, Texas Ranger - John Red Cloud, 2 avsnitt
- 1999 - Roswell - Owen Blackwood, 4 avsnitt
- 2000-2002 - Malcolm - Ett geni i familjen - säkerhetsvakt, 2 avsnitt
- 2004 - På heder och samvete - Wolf Tillicum, 1 avsnitt
- 2017 - Twin Peaks - Tommy "Hawk" Hill